# می‌توکو

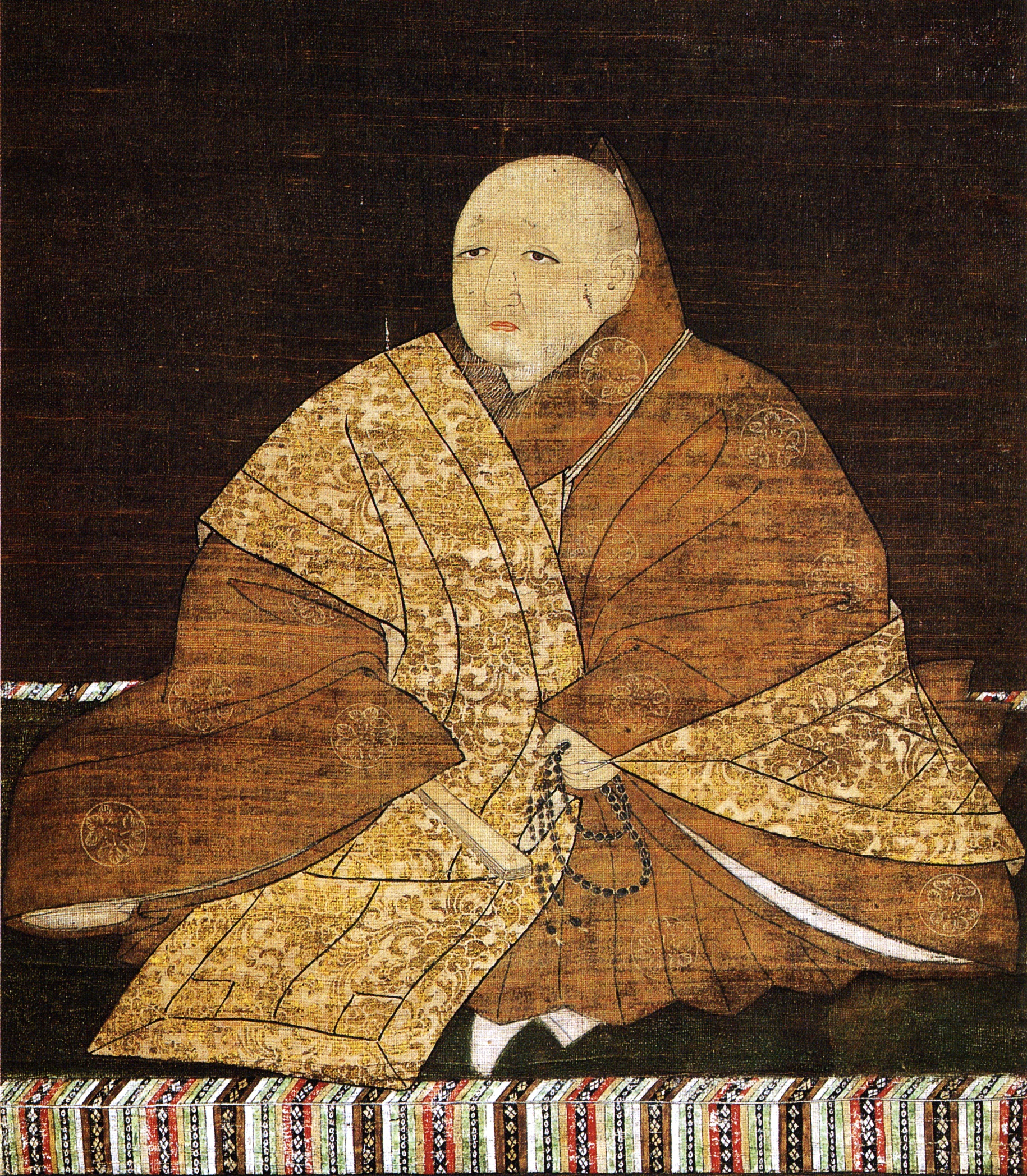
پوشش مردان ژاپنی در عصر می‌توکو

می‌توکو (به ژاپنی: 明徳 Meitoku)؛ نام یک عصر تاریخی ژاپنی دربار شمالی در طی دوره نانبوکوچو بود. این عصر بعد از کوئو و قبل از اوئی قرار داشت و از مارس ۱۳۹۰ تا ژوئیه ۱۳۹۴ میلادی به طول انجامید. در طی این عصر امپراتور دربار شمالی در کیوتو، گو-کوماتسو و امپراتور دربار جنوبی گو-کامه‌یاما بود.

## تغییر دوره
در سال ۱۳۹۰، همچنین به نام Meitoku gannen (明徳元年): نام دوره جدید برای علامت گذاری یک رویداد یا مجموعه ای از رویدادها ایجاد شد. دوره قبلی به پایان رسید و دوره جدید پس از، پانزدهمین روز از ماه اول سال دوم کوئو آغاز شد.
در سال‌های اولیه این بازه زمانی، گنچو (۱۳۹۲–۱۳۸۴) معادل ننگو دربار جنوبی بود.
در سال ۱۳۹۲ دو دربار رقیب در دوره می‌توکو دوباره با هم متحد شدند و سال نهم گنچو با آشتی دو دربار به سال سوم می‌توکو تبدیل شد.